# .sys
.sys – rozszerzenie nazwy pliku w systemach operacyjnych Windows i MS-DOS.
Najczęściej pliki .sys są sterownikami w trybie rzeczywistym.
Niektóre pliki .sys, takie jak MSDOS.sys i IO.sys są systemowymi i podstawowymi plikami systemów MS-DOS i Windows 9x. CONFIG.sys zawiera opcje i informacje dotyczące pracy sterowników. Wszystkie znajdują się w folderze systemowym (C:\Windows, ew. C:\Windows\WinSxS w systemach Windows Vista i nowszych).